# Schloss Jägersburg (Homburg)

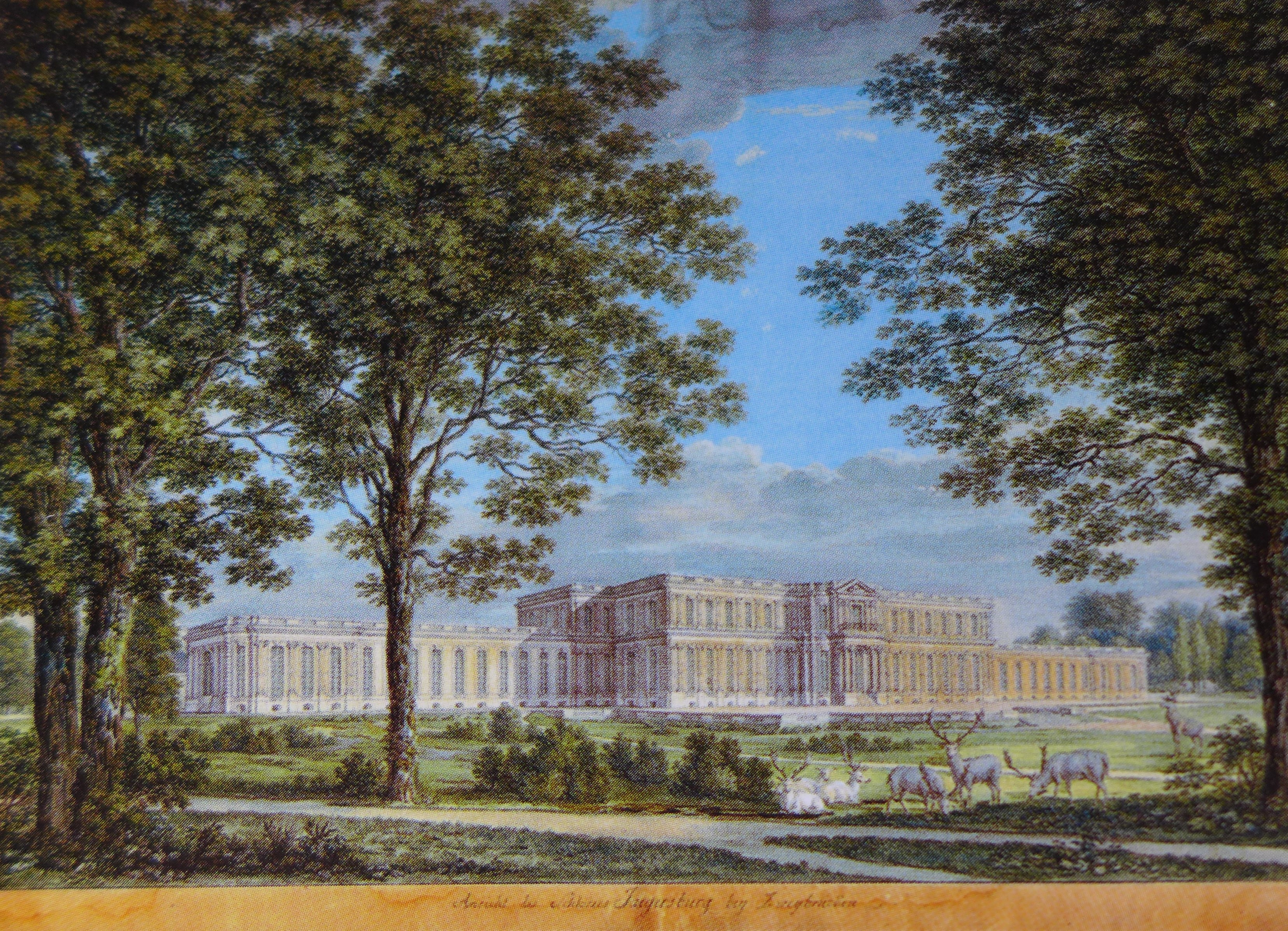
Schloss Jägersburg von der Gartenseite, Philipp Adolf Leclerc (1755–1826), Gouache auf Papier, 1780, 49 × 67 cm, Stiftung Karlsberger Hof, Homburg-Sanddorf

Schloss Jägersburg von der Zugangseite, Philipp Adolf Leclerc (1755–1826), aquarellierte Federzeichnung, um 1780 oder auch nach 1793?, 46 × 66 cm, Historisches Museum der Pfalz, Speyer

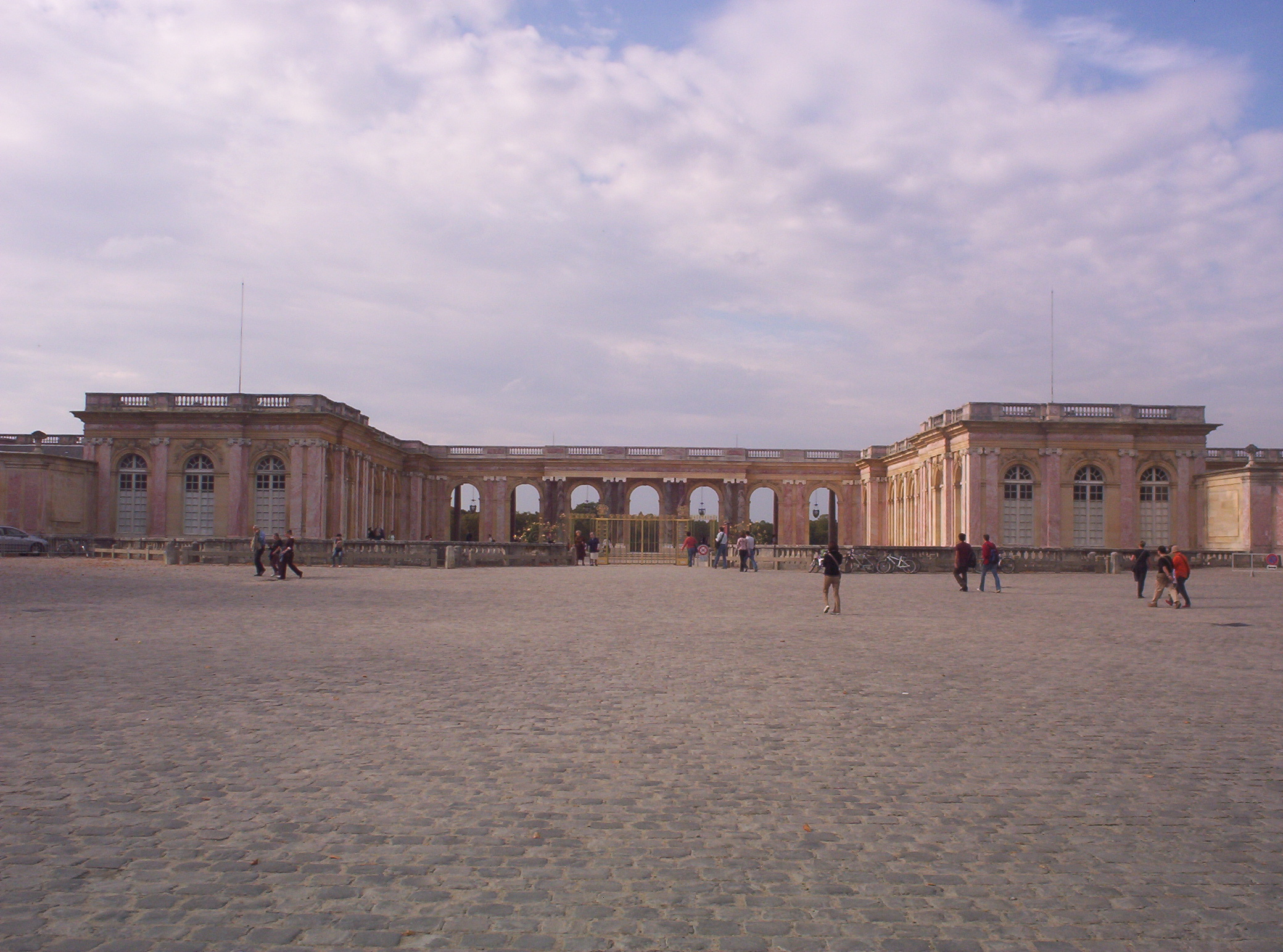
Schloss Grand Trianon im Schlossgarten von Versailles als architektonische Inspirationsquelle

Das Schloss Jägersburg ist ein abgegangenes Jagdschloss in Jägersburg, einem Stadtteil von Homburg im Saarland. Es ist nicht zu verwechseln mit der noch erhaltenen Gustavsburg.

## Geschichte
Herzog Christian IV. von Pfalz-Zweibrücken ließ das Schloss in den Jahren von 1752 bis 1756 unweit der alten Burg Hattweiler (später Gustavsburg) vermutlich durch den aus Paris stammenden Hofarchitekten Jacques Hardouin-Mansart de Sagonne (1711–1778) nach dem Vorbild des Versailler Schlosses Grand Trianon errichten. Briefwechsel, in denen Christians freundschaftliche Kontakte zum Versailler Hof und zu Madame de Pompadour zum Ausdruck kommen, enthalten Informationen zu dem um das Jahr 1752 in Planung gegangenen Bau. Pierre Patte, der sich als "Architecte de S. A. S. Mgr. le Prince Palatin, Duc règnant de Deux-Ponts" bezeichnet, gibt in seinem Werkverzeichnis "un chateau à Jeresbourg" an, das sich in Einzelformen und architektonischer Kubatur an das Schloss Grand Trianon im Park von Versailles annähert. Durch den Zweibrücker Gartenarchitekten Johann Ludwig Petri entstand eine ausgedehnte Parkanlage, die das Schloss mit einbezog. Es war der Lieblingssitz von Herzog Christian IV. Der Plan seines Nachfolgers, Herzog Karl II. August, das Schloss im Jahr 1782 abtragen zu lassen und auf dem Karlsberg wieder aufzubauen, wurde aus Kostengründen nie verwirklicht; jedoch wurden Teile des Schlosses und die Innenausstattung auf dem Carlsberg verwendet. Das Schloss wurde während der Französischen Revolution im Jahr 1793 von Revolutionstruppen angezündet und zu Beginn des 19. Jahrhunderts abgebrochen.
Das Schloss war einer der bedeutendsten Bauten des frühen Frühklassizismus im Herzogtum Pfalz-Zweibrücken. Es bestand aus einem flachgedeckten zweigeschossigen Hauptbau zu 15 Achsen mit Mittel- und Seitenrisaliten. Seitlich schlossen sich ebenfalls flachgedeckte eingeschossige rechtwinklige Flügel an, die mit ihrer Pilaster- und Blendsäulen-Gliederung und den Balustraden stark an das Vorbild Grand Trianon erinnerten.